# Estación de Beniaján
La estación de Beniaján se ubica en la pedanía de Beniaján en el municipio de Murcia, perteneciente a la comunidad autónoma de la Región de Murcia. 
Formó parte de la línea C-1 de Cercanías Murcia/Alicante.

## Situación ferroviaria
Se encuentra en el p.k. 168,7 del antiguo tramo entre Murcia y Los Ramos de la línea férrea de ancho ibérico Chinchilla-Cartagena y p.k. 5,7 de la antigua línea férrea de ancho ibérico Murcia-Alicante a 49 metros de altitud.

## Historia
La estación fue inaugurada por la concesión MZA en 1862.
Desde el 1 de febrero de 1863 tiene conexión con Cartagena. En 1884 se abre la conexión con Alicante.
El 20 de agosto de 2008 se efectúa el cese de trenes Regionales a Cartagena por la línea entre Murcia y Los Ramos por la apertura de la variante del Reguerón, pero no fue hasta 2009 que la línea dejara de prestar servicio a los cercanías entre Alicante y Murcia.
Actualmente es un centro cultural para la pedanía de Beniaján

## Servicios ferroviarios

### Media Distancia (Regionales)
Los trenes entre Murcia y Cartagena efectuaban parada en esta estación hasta agosto de 2008.

### Cercanías
Los trenes de cercanías entre Murcia y Alicante efectuaban parada en esta estación hasta 2009.